# Aleix Vidal-Quadras i Roca
Aleix Vidal-Quadras i Roca (castellà: Alejo Vidal-Quadras Roca)  (Barcelona, 20 de maig de 1945) és un polític català d'ideologia ultraconservadora i espanyolista, catedràtic de Física Atòmica i Nuclear a la Universitat Autònoma de Barcelona. Escriu regularment a diversos mitjans de comunicació com el diari La Razón, La Gaceta de los Negocios o al seu blog personal hostatjat a Periodista Digital.
El 9 de novembre de 2023 va rebre un atac al carrer a Madrid, on fou tirotejat.

## Biografia
Els Vidal-Quadras són una família de l'alta burgesia barcelonina descendents de Manuel (1783-1861) i Aleix Vidal i Quadras (1797-1883), indians de Sitges, i entre els seus membres hi ha el pintor Josep Maria Vidal-Quadras i Villavecchia, membre del Cercle Artístic de Sant Lluc, i l'atleta Alfons Vidal-Quadras i Rosales.
Llicenciat en Ciències Físiques per la Universitat de Barcelona (1969), el 1975 va rebre el Premi Extraordinari de Doctorat per la Universitat Autònoma de Barcelona, i el 1983, el Premi Energia Nuclear de la Junta d'Energia Nuclear. El 1988 va ser nomenat catedràtic de Física Atòmica i Nuclear a la Universitat Autònoma de Barcelona, essent vocal del Consell de Seguiment sobre Seguretat Nuclear i Protecció Radiològica de Catalunya (1984-1992) i director del Servei de Física de Radiacions de la UAB (1984-1992). També ha tingut labor investigadora i docent en el Centre de Recerques Nuclears d'Estrasburg, en l'University College de Dublín i en el col·legi La Immaculada dels maristes de Barcelona.

### Trajectòria política
Ha estat president del Partit Popular de Catalunya entre 1991 i 1996, quan va ser apartat de la directiva després del Pacte del Majestic. Fou diputat (1988-1999) i senador designat pel Parlament de Catalunya (1995-1999). El 1993 creà la fundació Concordia y Libertad per a reforçar el seu discurs espanyolista.
El 1999 va ser elegit eurodiputat pel Partit Popular, càrrec que renovà el 2004. Per a les eleccions al Parlament Europeu de 2014 va deslligar-se del PP i es va presentar amb Vox, un nou partit de caràcter ultraconservador i espanyolista, sense arribar a treure representació, i el 2015 va anunciar la seva baixa del partit.

### Controvèrsia
El maig del 2009, el Partit dels Socialistes de Catalunya inclogué en un cartell de propaganda electoral de les eleccions al Parlament Europeu de 2009 l'adreça del lloc web corresponent a l'article dedicat a la figura de Vidal-Quadras de la viquipèdia en castellà. En aquest cartell només apareixia enllaç a la Viquipèdia sobre un fons vermell; un fet que fou noticiable.

### Intent d'assassinat
El 9 de novembre del 2023, al voltant de les 13.30 hores, Vidal-Quadras va ser tirotejat al carrer Núñez de Balboa de Madrid, al districte de Salamanca. L'atacant li va disparar al cap, causant-li una ferida de bala a la mandíbula, i va escapar en una motocicleta que conduïa una altra persona i que fou trobada calcinada hores més tard als afores de Fuenlabrada. Es considerava la possibilitat que el crim hagués estat perpetrat per sicaris que, com ell havia apuntat, podrien estar a càrrec del règim islàmic de l'Iran.

## Obres
- Cuestión de fondo (1993) ISBN 84-7639-162-5
- En el fragor del bien y del mal (1997) ISBN 978-84-239-7833-5
- La derecha: ¿Qué era? ¿Qué es? (1997) ISBN 978-84-233-2861-1
- Amarás a tu tribu (1998) ISBN 978-84-08-02441-5
- La constitución traicionada (2006) ISBN 978-84-96088-49-8